# Антомс, Гунтар
Гунтар Антомс (латыш. Guntars Antoms; род. 24 июля 1960, Рига) — латвийский адвокат и шахматист, международный мастер (2001), победитель чемпионата Латвии по шахматам 2001 года.

## Карьера шахматиста
Первый успех пришёл к Гунтару Антомсу в 14 лет, когда он завоевал 4 место в первенстве школьников Латвии. Через три года он поделил первое второе место с Эдвином Кеньгисом в молодёжном первенстве Латвии. Гунтар Антомс многократно участвовал в финалах чемпионатов Латвии по шахматам, а в 2001 году он стал чемпионом, опередив таких гроссмейстеров, как Виестур Мейерс, Артур Нейкшанс, Янис Клованс, Зигурд Ланка, Илмарс Старостит. В тот же год Гунтар Антомс становится международным мастером по шахматам. Представлял команду Латвии на шахматной олимпиаде (2004) — играл на второй запасной доске, и на командном чемпионате Европы по шахматам (2001) — играл на четвёртой доске.
Гунтар Антомс также исполняет обязанности вице-президента и члена правления федерации шахмат Латвии.

## Карьера юриста
Гунтар Антомс окончил юридический факультет Латвийского университета. Он является присяжным адвокатом, третейским судьёй Балтийского Международного Третейского суда и членом Ассоциации Латвийских адвокатов по уголовным делам.